# Danh sách phim điện ảnh của Vũ trụ Điện ảnh Marvel
Các phim điện ảnh của Vũ trụ Điện ảnh Marvel (MCU) (tránh nhầm với các phim truyền hình của Vũ trụ Điện ảnh Marvel) là một loạt các tác phẩm siêu anh hùng chiếu trên màn ảnh rộng, dựa trên các nhân vật từ truyện tranh Marvel. Kể từ phim đầu tiên là Người Sắt (2008) đến nay, Vũ trụ Điện ảnh Marvel (MCU) đã ra mắt 32 phim. Nhiều phim trong số này lọt vào danh sách phim có doanh thu cao nhất mọi thời đại. Tổng doanh thu toàn cầu của các phim MCU là khoảng 28,233 tỉ USD, trong khi tổng kinh phí sản xuất chỉ từ 5,800 – 6,258 tỉ USD.
Kevin Feige đã tham gia sản xuất tất cả 32 phim trong MCU. Avi Arad sản xuất hai phim đầu tiên, Gale Anne Hurd đồng sản xuất Người khổng lồ xanh phi thường, Amy Pascal sản xuất các phim về Người Nhện, Stephen Broussard sản xuất Người Kiến và Chiến binh Ong. Trong dàn diễn viên, Robert Downey Jr., Chris Evans, Chris Hemsworth, Mark Ruffalo, Scarlett Johansson và Samuel L. Jackson đã ký hợp đồng dài hạn để tham gia trong nhiều dự án phim.
MCU hiện tại có 6 giai đoạn. Giai đoạn 1 gồm 6 phim: đầu tiên là Người Sắt (2008), Người khổng lồ xanh phi thường (2008), Người Sắt 2 (2010), Thor (2011), Captain America: Kẻ báo thù đầu tiên (2011) và Biệt đội siêu anh hùng (2012). Walt Disney Studios Motion Pictures bắt đầu phân phối các phim của MCU kể từ Biệt đội siêu anh hùng, phim cuối cùng của giai đoạn 1.
Giai đoạn 2 gồm 6 phim: Người Sắt 3 (2013), Thor 2: Thế giới Bóng tối (2013), Captain America 2: Chiến binh mùa đông (2014), Vệ binh dải Ngân Hà (2014), Avengers: Đế chế Ultron (2015) và Người Kiến (2015).
Giai đoạn 3 gồm 11 phim: Captain America: Nội chiến siêu anh hùng (2016), Doctor Strange: Phù thủy tối thượng (2016), Vệ binh dải Ngân Hà 2 (2017), Người Nhện: Trở về nhà (2017), Thor: Tận thế Ragnarok (2017), Black Panther: Chiến binh Báo Đen (2018), Avengers: Cuộc chiến vô cực (2018), Người Kiến và Chiến binh Ong (2018), Đại úy Marvel (2019), Avengers: Hồi kết (2019), Người Nhện xa nhà (2019). Sony Pictures phân phối các bộ phim về Người Nhện mà họ vẫn sở hữu, cấp vốn và có quyền kiểm soát sáng tạo cuối cùng. Ba giai đoạn đầu được gọi chung là "Infinity Saga".
"Multiverse Saga" là tên của 3 giai đoạn tiếp theo. Giai đoạn 4 gồm 7 phim, bắt đầu với Góa phụ đen (2021), tiếp theo là Shang-Chi và huyền thoại Thập Luân (2021), Chủng tộc bất tử (2021), Người Nhện: Không còn nhà (2021), Phù thủy tối thượng trong Đa Vũ trụ hỗn loạn (2022), Thor: Tình yêu và sấm sét (2022), và Chiến binh Báo Đen: Wakanda bất diệt (2022) sẽ là bộ phim khép lại Giai đoạn 4 của MCU.
Giai đoạn 5 bắt đầu với Người Kiến và Chiến binh Ong: Thế giới Lượng tử (2023), Vệ binh dải Ngân Hà 3 (2023), The Marvels (2023). Phần phim tiếp theo về Captain America có tên Captain America: Brave New World (2024), Thunderbolts (2024), Blade (2024) và Deadpool 3 là bộ phim cuối cùng của Giai Đoạn 5.
Giai đoạn 6 mở đầu với Fantastic Four (2025), và 2 bộ phim kết thúc Multiverse Saga sẽ lần lượt ra mắt là Avengers: Doomday (2026) và Avengers: Secret Wars (2027

## Infinity Saga

### Giai đoạn 1

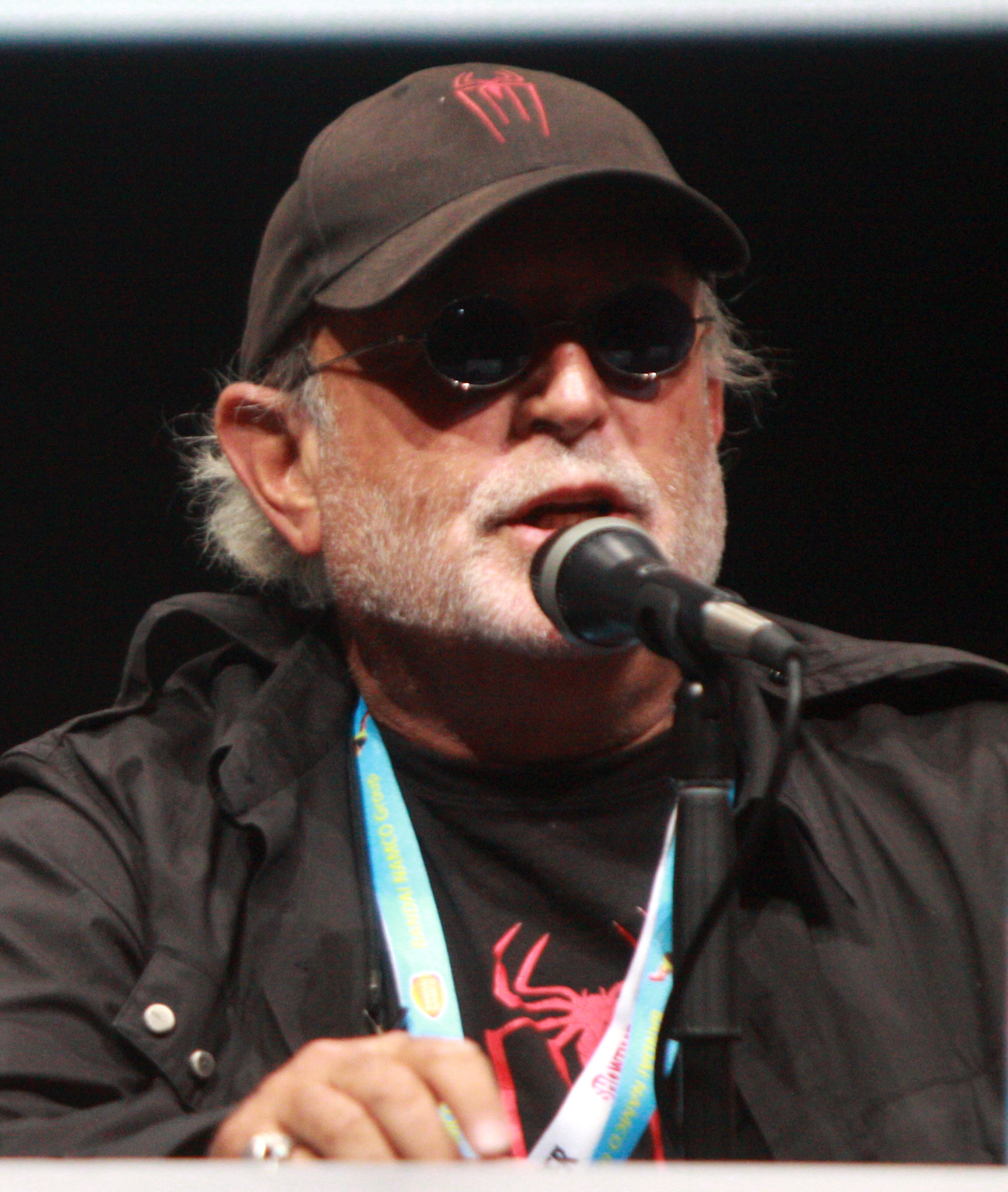
Avi Arad, người giúp đảm bảo tài chính ban đầu, đã sản xuất Người Sắt và Người khổng lồ xanh phi thường.

| Giai đoạn 1                          | Giai đoạn 1    | Giai đoạn 1     | Giai đoạn 1                                        | Giai đoạn 1                           |
| Phim                                 | Khởi chiếu     | Đạo diễn        | Biên kịch                                          | Sản xuất                              |
| ------------------------------------ | -------------- | --------------- | -------------------------------------------------- | ------------------------------------- |
| Người Sắt                            | 02 / 05 / 2008 | Jon Favreau     | Mark Fergus, Hawk Ostby, Art Marcum, Matt Holloway | Avi Arad, Kevin Feige                 |
| Người khổng lồ xanh phi thường       | 13 / 06 / 2008 | Louis Leterrier | Zak Penn                                           | Avi Arad, Gale Anne Hurd, Kevin Feige |
| Người Sắt 2                          | 07 / 05 / 2010 | Jon Favreau     | Justin Theroux                                     | Kevin Feige                           |
| Thor                                 | 06 / 05 / 2011 | Kenneth Branagh | Ashley Edward Miller, Zack Stentz, Don Payne       | Kevin Feige                           |
| Captain America: Kẻ báo thù đầu tiên | 22 / 07 / 2011 | Joe Johnston    | Christopher Markus, Stephen McFeely                | Kevin Feige                           |
| Biệt đội siêu anh hùng               | 04 / 05 / 2012 | Joss Whedon     | Joss Whedon                                        | Kevin Feige                           |

#### Người Sắt(2008)
Nhà thiên tài, tỉ phú, tay chơi Tony Stark bị bắt cóc và cầm tù bởi tổ chức khủng bố Ten Rings, anh đã tạo ra một bộ giáp để thoát ra. Stark sau đó trở về Hoa Kỳ và thề rằng sẽ bảo vệ mọi người trong bộ giáp Iron Man. Tuy nhiên, anh phải đối đầu với Obadiah Stane, một trụ cột trong công ty có dã tâm chiếm đoạt tập đoàn Stark bằng cách tạo ra bộ giáp Iron Monger.

#### Người khổng lồ xanh phi thường(2008)
Dựa theo những ghi chép cũ, đại tướng Thaddeus "Thunderbolt" Ross muốn gây dựng lại chương trình siêu chiến binh nhờ vào sự giúp đỡ của nhà khoa học Bruce Banner. Khi thí nghiệm thất bại và Bruce Banner bị nhiễm tia gamma, anh bị biến thành Hulk bất cứ khi nào nhịp tim của mình tăng cao. Banner bỏ trốn và Ross cho quân đội săn lùng anh, trong đó có một lính đặc nhiệm tên Emil Blonsky. Ngưỡng mộ Hulk, Blonsky tiêm máu của Banner và biến thành quái vật Abomination.

#### Người Sắt 2(2010)
Là siêu anh hùng nổi tiếng toàn thế giới, Tony Stark trở thành mục tiêu của cả quân đội Hoa Kỳ và những kẻ ác muốn cướp lấy công nghệ của anh – kể cả tay kỹ sư thiên tài đối thủ Ivan Vanko (Whiplash). Nhà công nghiệp Justin Hammer tài trợ cho Vanko để tạo ra các bộ giáp đối mặt với Stark, nhưng hắn lại có kế hoạch riêng của mình. Trong khi đó, Black Widow được Nick Fury gài vào để theo dõi Stark, và bạn thân của anh là Rhodey trở thành siêu anh hùng War Machine.

#### Thor(2011)
Dù là một chiến binh dũng cảm và hùng mạnh của Asgard, Thor lại là một người lãnh đạo kiêu ngạo. Tính nóng nảy và hấp tấp của Thor đã khiến vua cha Odin tước bỏ sức mạnh cùng búa thần Mjolnir của con mình, trước khi đầy anh xuống Trái Đất (Midgard). Thor làm quen với một nhóm người phàm ở New Mexico, yêu nhà khoa học Jane Foster và dần học được sự khiêm tốn. Trong lúc đó ở Asgard, Odin chìm vào giấc ngủ còn Loki biết được mình không phải con ruột của Odin. Hắn đưa cỗ máy Destroyer đến Trái Đất để sát hại anh mình.

#### Captain America: Kẻ Báo Thù Đầu Tiên(2011)
Để tiêu diệt phe Trục trong Thế Chiến Thứ 2, quân đội Mỹ đã tạo ra dự án Siêu Chiến Binh và người được chọn lựa là Steve Rogers, một chàng trai gầy gò ốm yếu với trái tim quả cảm. Quá trình chuyển đổi thành công, Rogers trở thành Captain America, một biểu tượng cho hy vọng của phe Đồng Minh. Anh cùng các đồng đội săn lùng Red Skull, thủ lĩnh của tổ chức xấu xa HYDRA. Hắn sở hữu một khối lập phương đầy nguy hiểm có tên Tesseract, đó chính là Viên đá Không gian.

#### Biệt đội siêu anh hùng(2012)
Nhận lệnh của Thanos, Loki đến Trái Đất qua cánh cổng do khối Tesseract mở ra. Hắn chiếm Tesseract và âm mưu mở ra một cánh cổng lớn hơn để đưa binh đoàn Chitauri đến. Để đối đầu mối hiểm họa, Nick Fury tập hợp Biệt đội Avengers gồm: Người Sắt, Captain America, Hulk, Thor, Black Widow và Hawkeye. Vượt qua các bất đồng, những anh hùng hùng mạnh nhất Trái Đất đã sát cánh cùng nhau để chống lại đội quân của Loki.

### Giai đoạn 2

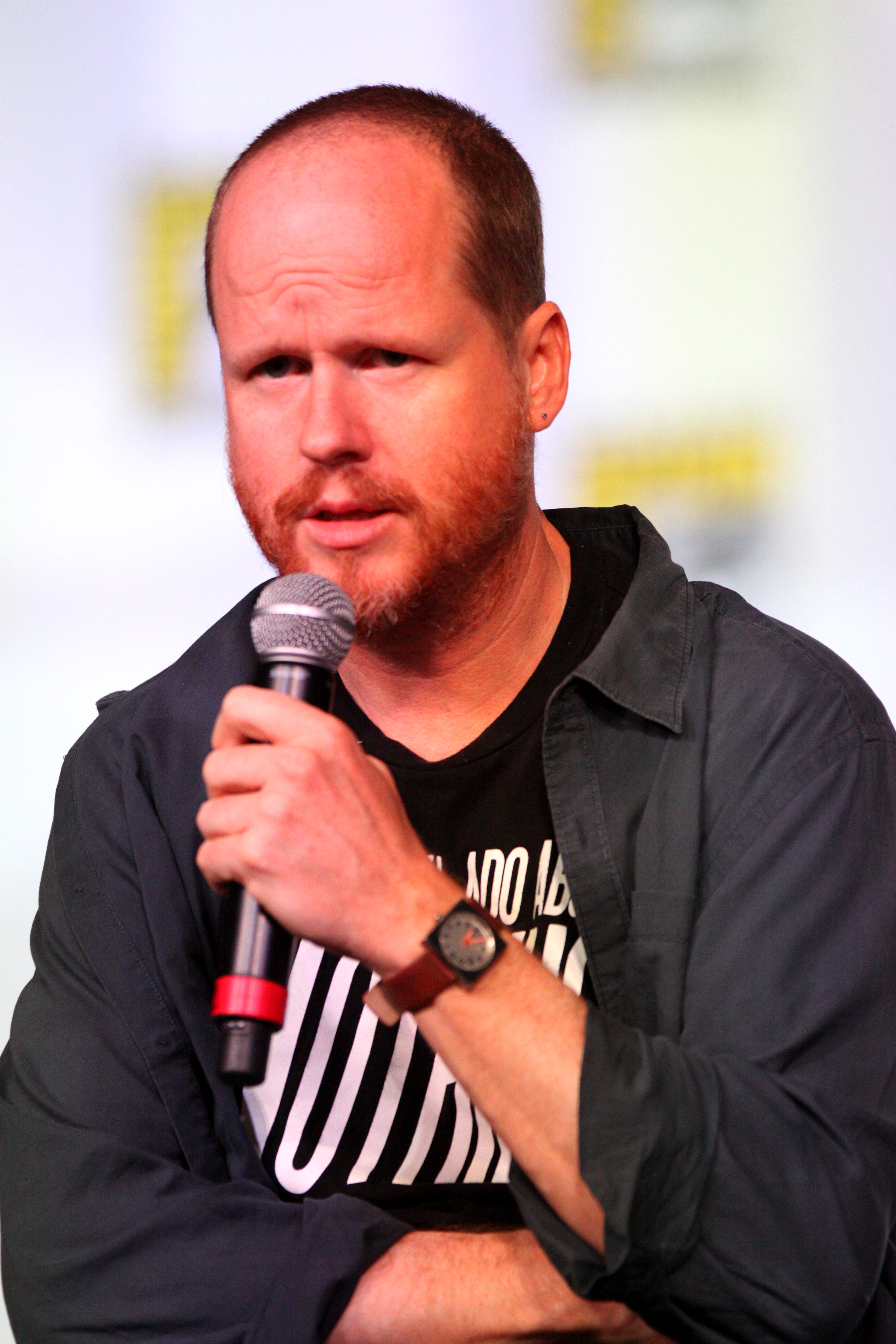
Joss Whedon, biên kịch và đạo diễn Biệt đội siêu anh hùng và Avengers: Đế chế Ultron.

| Giai đoạn 2                            | Giai đoạn 2    | Giai đoạn 2              | Giai đoạn 2                                           | Giai đoạn 2 |
| Phim                                   | Khởi chiếu     | Đạo diễn                 | Biên kịch                                             | Sản xuất    |
| -------------------------------------- | -------------- | ------------------------ | ----------------------------------------------------- | ----------- |
| Người Sắt 3                            | 14/04/2013     | Shane Black              | Drew Pearce, Shane Black                              | Kevin Feige |
| Thor 2: Thế giới Bóng tối              | 08 / 11 / 2013 | Alan Taylor              | Christopher Yost, Christopher Markus, Stephen McFeely | Kevin Feige |
| Captain America 2: Chiến binh mùa đông | 04 / 04 / 2014 | Anthony Russo, Joe Russo | Christopher Markus, Stephen McFeely                   | Kevin Feige |
| Vệ binh dải Ngân Hà                    | 01 / 08 / 2014 | James Gunn               | James Gunn, Nicole Perlman                            | Kevin Feige |
| Avengers: Đế chế Ultron                | 01 / 05 / 2015 | Joss Whedon              | Joss Whedon                                           | Kevin Feige |
| Người Kiến                             | 17 / 07 / 2015 | Peyton Reed              | Edgar Wright, Joe Cornish, Adam McKay, Paul Rudd      | Kevin Feige |

#### Người Sắt 3(2013)
Tony Stark miệt mài chế tạo các bộ giáp để bảo vệ mình và những người thân yêu. Cùng lúc đó, tên khủng bố Mandarin liên tục thực hiện các vụ đánh bom bằng công nghệ Extremis và làm bị thương Happy Hogan, bạn thân của Stark. Stark thách thức Mandarin và bị hắn cho người đánh sập nhà. Sau khi thoát chết, Tony Stark điều tra và biết kẻ đứng sau tất cả là khoa học gia Aldrich Killian, còn Mandarin kia chỉ là một diễn viên đóng giả.

#### Thor 2: Thế giới Bóng tối(2013)
Sau thất bại trong Biệt đội siêu anh hùng, Loki bị nhốt trong buồng giam ở Asgard. Trong lúc đó, một mối đe dọa từ thời cổ đại lại trỗi dậy, những người Dark Elf do Malekith lãnh đạo. Malekith tìm lại được Aether, đó chính là Viên đá Thực tại và âm mưu sử dụng nó để phá hủy Chín Cõi Giới. Thor phải hợp tác với Loki và những người bạn ở Trái Đất để ngăn chặn hắn.

#### Captain America 2: Chiến binh mùa đông(2014)
Captain America (giờ là một chỉ huy của S.H.I.E.L.D.) cùng với Black Widow thực hiện thành công nhiều nhiệm vụ. Nhưng sau khi Nick Fury bị tấn công, Steve Rogers nhận ra S.H.I.E.L.D. đã bị các đặc vụ của HYDRA thâm nhập trong nhiều năm. Sát thủ nguy hiểm nhất của HYDRA là Chiến binh Mùa đông, vốn là người bạn cũ Bucky Barnes của Steve. Bucky đã không chết hồi Thế chiến thứ 2 mà đã bị HYDRA bắt về để lập trình lại não. Cùng với Black Widow và người bạn mới quen là Falcon, Steve quyết tâm thanh lọc S.H.I.E.L.D. và đi tìm Bucky.

#### Vệ binh dải Ngân Hà(2014)
Peter Quill bị bắt khỏi Trái Đất năm 1988, từ đó anh trở thành một tên hải tặc không gian với biệt danh Star-Lord. Trong một nhiệm vụ, Quill tìm được một quả cầu, bên trong là Viên đá Sức mạnh, nhưng rồi anh lại bị bắt ở hành tinh Xandar của Nova Corps, một tổ chức gìn giữ hòa bình trong vũ trụ. Quill cùng các bạn tù Gamora, Rocket Racoon, Groot, Drax cùng thoát ra. Họ phải ngăn cản âm mưu của tên chiến binh Kree là Ronan, kẻ muốn dùng quả cầu để hủy diệt Xandar.

#### Avengers: Đế chế Ultron(2015)
Đội Avengers săn lùng tàn dư HYDRA và thu giữ cây trượng của Loki, bên trong là Viên đá Tâm trí. Tony Stark sử dụng cây trượng cho chương trình gìn giữ hòa bình Ultron mà anh tạo ra. Thế nhưng thử nghiệm này lại tạo ra một trí tuệ nhân tạo hung ác muốn thanh trừng cả thế giới. Ultron hợp tác với hai kẻ có siêu năng lực là Scarlet Witch và Quicksilver để thực hiện kế hoạch của mình.

#### Người Kiến(2015)
Tên trộm hoàn lương Scott Lang vừa được thả khỏi tù, nhưng không thể kiếm một việc làm ổn định. Tình cờ anh gặp được nhà khoa học Hank Pym và được ông trao cho bộ giáp Ant-Man có khả năng thu nhỏ. Cùng con gái Hank Pym là Hope van Dyne, Scott Lang tìm cách cướp một vũ khí nguy hiểm từ tay Darren Cross / Yellowjacket, học trò cũ của Pym.

### Giai đoạn 3

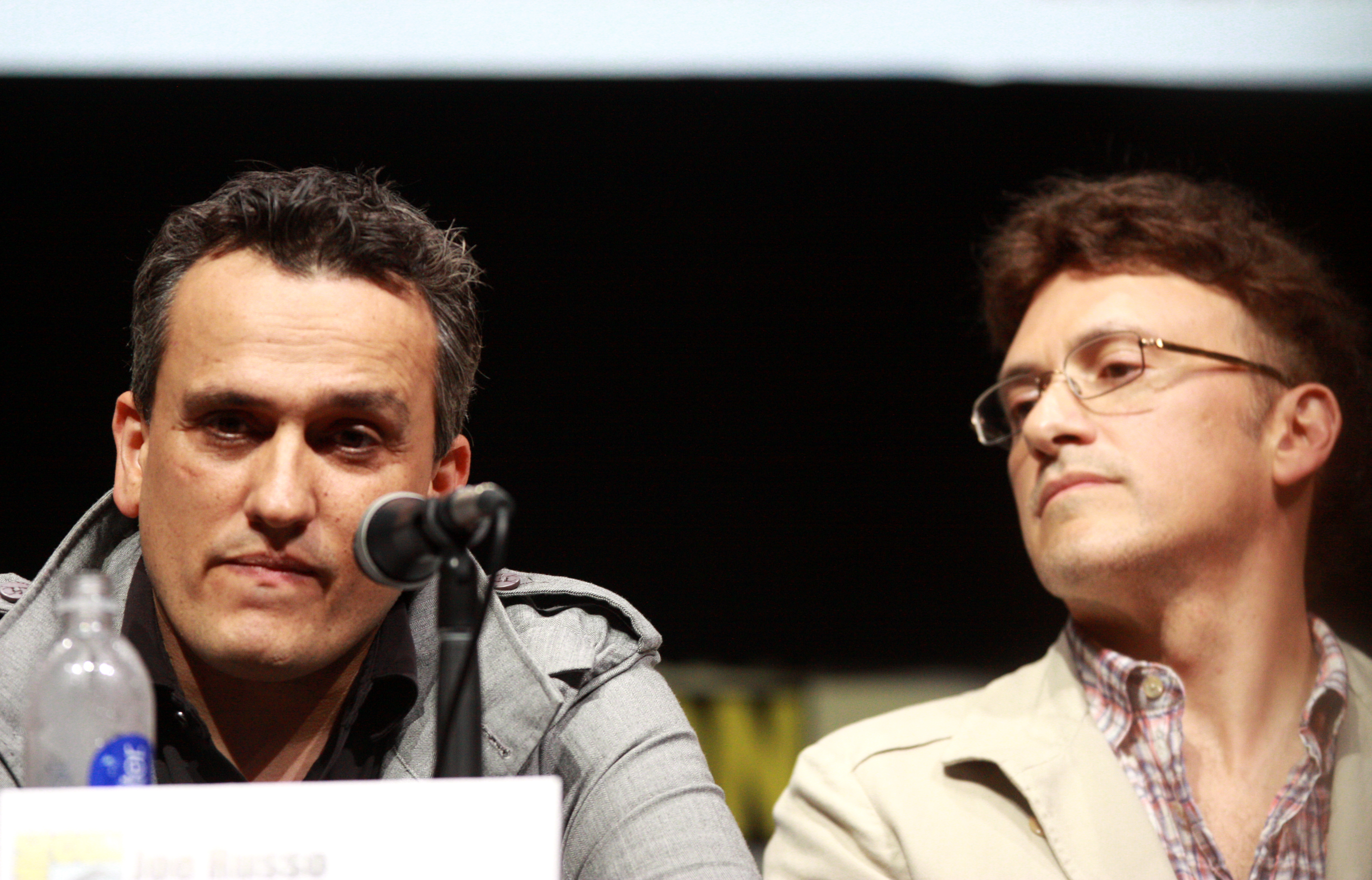
Anthony và Joe Russo, 2 đạo diễn của Captain America 2: Chiến binh mùa đông, Captain America: Nội chiến siêu anh hùng, Avengers: Cuộc chiến vô cực và Avengers: Hồi kết.

| Giai đoạn 3                              | Giai đoạn 3    | Giai đoạn 3              | Giai đoạn 3                                                                                      | Giai đoạn 3                    |
| Phim                                     | Khởi chiếu     | Đạo diễn                 | Biên kịch                                                                                        | Sản xuất                       |
| ---------------------------------------- | -------------- | ------------------------ | ------------------------------------------------------------------------------------------------ | ------------------------------ |
| Captain America: Nội chiến siêu anh hùng | 06 / 05 / 2016 | Anthony Russo, Joe Russo | Christopher Markus, Stephen McFeely                                                              | Kevin Feige                    |
| Doctor Strange: Phù thủy tối thượng      | 04 / 11 / 2016 | Scott Derrickson         | Jon Spaihts, Scott Derrickson, C. Robert Cargill                                                 | Kevin Feige                    |
| Vệ binh dải Ngân Hà 2                    | 05 / 05 / 2017 | James Gunn               | James Gunn                                                                                       | Kevin Feige                    |
| Người Nhện: Trở về nhà                   | 07 / 07 / 2017 | Jon Watts                | Jonathan Goldstein, John Francis Daley, Jon Watts, Christopher Ford, Chris McKenna, Erik Sommers | Kevin Feige, Amy Pascal        |
| Thor: Tận thế Ragnarok                   | 03 / 11 / 2017 | Taika Waititi            | Eric Pearson, Craig Kyle, Christopher Yost                                                       | Kevin Feige                    |
| Black Panther: Chiến binh Báo Đen        | 16 / 02 / 2018 | Ryan Coogler             | Ryan Coogler, Joe Robert Cole                                                                    | Kevin Feige                    |
| Avengers: Cuộc chiến vô cực              | 27 / 04 / 2018 | Anthony Russo, Joe Russo | Christopher Markus, Stephen McFeely                                                              | Kevin Feige                    |
| Người Kiến và Chiến binh Ong             | 06 / 07 / 2018 | Peyton Reed              | Chris McKenna, Erik Sommers, Paul Rudd, Andrew Barrer, Gabriel Ferrari                           | Kevin Feige, Stephen Broussard |
| Đại úy Marvel                            | 08 / 03 / 2019 | Anna Boden, Ryan Fleck   | Anna Boden, Ryan Fleck, Geneva Robertson-Dworet                                                  | Kevin Feige                    |
| Avengers: Hồi kết                        | 26 / 04 / 2019 | Anthony Russo, Joe Russo | Christopher Markus, Stephen McFeely                                                              | Kevin Feige                    |
| Người Nhện xa nhà                        | 02 / 07 / 2019 | Jon Watts                | Chris McKenna, Erik Sommers                                                                      | Kevin Feige, Amy Pascal        |

#### Captain America: Nội chiến siêu anh hùng(2016)
Do những thiệt hại sau những trận chiến của nhóm Avengers, chính phủ đưa ra Hiệp ước Sokovia để kiểm soát các siêu anh hùng. Captain America (phe tự do) và Iron Man (phe chính phủ) mâu thuẫn sâu sắc trong vấn đề này. Sau khi một vụ nổ bom ở Liên Hợp Quốc giết chết nhiều người (trong đó có T'Chaka, vua của vương quốc Wakanda), đối tượng bị tình nghi là Winter Soldier. Khi bảo vệ bạn mình, Captain America phát hiện ra một âm mưu to lớn hơn. Một trận chiến nổ ra giữa nhóm của Captain America bao gồm Captain America, Winter Soldier, Falcon, Ant-Man, Scarlet Witch, Hawkeye và nhóm của Iron Man bao gồm Iron Man, War Machine, Vision, Spider-Man, Black Panther, Black Widow. Thế nhưng, tất cả chỉ là âm mưu của kẻ phản diện Zemo để các siêu anh hùng chống lại nhau.

#### Doctor Strange: Phù thủy tối thượng(2016)
Sau khi Stephen Strange, một trong những nhà giải phẫu thần kinh nổi tiếng nhất thế giới, gặp một tai nạn xe hơi và bị chấn thương tay, khiến anh không thể tiếp tục sự nghiệp của mình, anh quyết định sẽ lên đường đi tìm cách để chữa trị, và trong cuộc hành trình anh đã đi đến Kamar-Taj và đã gặp Thượng Cổ Tôn Giả. Bà đã dạy Strange cách sử dụng các võ thuật huyền bí để có thể giải cứu Trái Đất khỏi các hiểm hoạ khôn lường của tên quái vật Dormmamu.

#### Vệ binh dải Ngân Hà 2(2017)
Trong năm 2014, Peter Quill, Gamora, Drax, Rocket và Baby Groot nổi tiếng là những "Vệ binh dải Ngân hà". Ayesha, lãnh đạo của chủng tộc Sovereign, có thuê các Vệ binh bảo vệ pin quý khỏi một con quái vật để đổi lấy cô em gái Nebula của Gamora, người đã bị bắt khi tìm cách đánh cắp pin. Sau khi phát hiện Rocket đánh cắp một số pin cho mình, Sovereign tấn công tàu của các Vệ binh với một hạm đội máy bay không người lái. Những chiếc máy bay không người lái này bị phá hủy bởi một con tàu bí ẩn, tàu của đội Vệ binh rơi xuống đất trên một hành tinh gần đó. Con tàu lạ đáp xuống và có hai người bước ra, một trong số đó là cha của Quill, Ego và người còn lại là người hầu cận Mantis. Ego mời Quill, Gamora và Drax tới hành tinh của ông, trong khi Rocket và Groot ở lại để sửa chữa con tàu và bảo vệ Nebula. Từ đây, Quill biết được những bí ẩn trong quá khứ của mình.

#### Người Nhện: Trở về nhà(2017)
Vào thời điểm hiện tại, sau khi tham gia vào cuộc nội chiến của nhóm Avengers trong Captain America: Nội chiến siêu anh hùng, Peter Parker tiếp tục việc học của mình sau khi Stark nói với cậu rằng cậu chưa sẵn sàng để trở thành một thành viên của Avengers. Với sự phản đối của dì May, Peter đã rời khỏi đội Decathlon (đội tuyển học sinh giỏi quốc gia) của trường Midtown để cậu có thể tập trung vào "Trại thực tập Stark", vốn là bình phong cho các hoạt động chống tội phạm của cậu trong vai Spider-Man.

#### Thor: Tận Thế Ragnarok(2017)
2 năm sau sự kiện Sokovia trong Avengers: Đế chế Ultron, Thor đang trên đường đi tìm những viên đá vô cực nhưng không có chút may mắn nào, và bị con quỷ lửa Sultur bắt giữ ở Muspelheim. Sultur hé lộ rằng Odin đã không còn ở Asgard nữa và ngày tận thế Ragnarok của Asgard sắp diễn ra như lời sấm truyền khi hắn đưa vương miện của mình vào Ngọn lửa vĩnh hằng trong hầm của Odin. Thor đánh bại Sultur và cho rằng đã ngăn chặn được Ragnarok, nhưng đó mới chỉ là mở màn của sự kiện này.

#### Black Panther: Chiến binh Báo Đen(2018)
Sau sự kiện trong Captain America: Nội chiến siêu anh hùng, khi T'Chaka chết dưới tay của Helmut Zemo, người con là T'Challa đã trở về Wakanda để tiếp tục điều hành đất nước. Anh sẽ phải đối mặt với những thách thức mới khi làm vua, trong đó có một mối đe dọa không ngờ từ dòng họ của mình.

#### Avengers: Cuộc chiến vô cực(2018)
Thanos cùng nhóm Black Order lên đường thu thập các viên đá vô cực. Các anh hùng cố gắng ngăn cản, nhưng họ chỉ giết được nhóm Black Orders, còn Thanos vẫn có được đủ sáu viên đá rồi búng tay, khiến sự sống của một nửa vũ trụ bị xóa sổ.

#### Người Kiến và Chiến binh Ong(2018)
Năm 1987, trong một chiến dịch của S.H.I.E.L.D, Janet van Dyne (Wasp) bị kẹt ở trong phân tử của một chiếc tên lửa Xô Viết, vô hiệu hóa được nó song bị kẹt lại ở Thế giới Lượng tử. Hank Pym kể cho con gái của mình là Hope, tin rằng Janet đã chết. Nhiều năm sau, Scott Lang sau khi trở thành Ant-Man tiếp theo đã đi vào và thoát ra thành công khỏi vùng Lượng tử. Hank và Hope bắt đầu nghiên cứu về thế giới này với hi vọng có thể tìm thấy Janet còn sống sót. Scott và Hope bắt đầu mối quan hệ của mình và bắt đầu chiến đấu với danh nghĩa là Ant-Man và Wasp mới, cho tới khi Scott đi giúp Captain America tại cuộc nội chiến của nhóm Avengers trong Captain America: Nội chiến siêu anh hùng để phản đối Hiệp định Sokovia. Sau khi được Captain America giải cứu khỏi nhà tù Raft, Scott Lang quyết định trở về nhà nhưng phải chịu sự kiểm soát của FBI, còn Hank Pym với Hope phải đi ẩn náu.

#### Đại úy Marvel(2019)
Lấy bối cảnh năm 1995, phim kể về con đường trở thành siêu anh hùng mạnh mẽ nhất vũ trụ của Carol Danvers. Bên cạnh đó, trận chiến ảnh hưởng đến toàn vũ trụ giữa tộc Kree và tộc Skrull đã lan đến Trái Đất.

#### Avengers: Hồi Kết(2019)
Lấy bối cảnh sau Cuộc chiến vô cực, nhóm Avengers còn sống sót phải tìm cách để đưa tất cả mọi người bị tan biến quay về. Nỗ lực ban đầu thất bại vì Thanos đã phá hủy các viên đá, và Thor đành chặt đầu hắn cho hả giận. 5 năm sau (2023), họ tìm cách quay trở về quá khứ bằng cỗ máy của Ant-man và tìm được các viên đá nhưng Black Widow đã hy sinh để lấy viên đá Linh Hồn. Hulk đã búng tay, đem tất cả mọi người trở về từ cõi chết. Song,Thanos năm 2014 biết được và đến để lấy các viên đá và một cuộc đại chiến giữa các Avengers và binh đoàn của Thanos nổ ra. Không còn cách nào khác, Iron Man đành dùng găng tay vô cực để tiêu diệt Thanos cùng đồng bọn. Sức mạnh to lớn của các viên đá cũng lấy đi mạng sống của anh sau đó. Cuối cùng, Captain America trả lại những viên đá về vị trí của chúng trong quá khứ, rồi sống nốt cuộc đời hằng mong ước với vợ là Peggy Carter. Khi về già, anh quay lại và trao chiếc khiên cho Sam Wilson (The Falcon).

#### Người Nhện xa nhà(2019)
Sau các sự kiện trong Avengers: Endgame, Peter Parker và các bạn học bị bay màu trong sự kiện Búng tay đi du lịch đến châu Âu trong chuyến đi do nhà trường tổ chức. Nhưng cậu phải nhận nhiệm vụ từ Nick Fury là giúp đỡ Quentin Beck / Mysterio chống lại các quái vật nguyên tố Elemental. Tuy nhiên, các thực thể đó cũng như "anh hùng" Mysterio đều là do Beck và đồng bọn, đều là những cựu nhân viên của Tập đoàn Công nghiệp Stark bất mãn với sếp cũ quá cố, dàn dựng để biến Beck thành anh hùng mới trong mắt công chúng. Dù bị Parker phát hiện và ngăn chặn tại Luân Đôn, thậm chí tự chuốc lấy cái chết vì tính khí thất thường, nhưng Beck vẫn đạt được mục đích bằng việc tung clip vu khống Parker giết người và tiết lộ công khai danh tính của cậu.

## Multiverse Saga

### Giai đoạn 4
| Giai đoạn 4                                  | Giai đoạn 4              | Giai đoạn 4           | Giai đoạn 4                                         | Giai đoạn 4                    |
| Phim                                         | Khởi chiếu               | Đạo diễn              | Biên kịch                                           | Sản xuất                       |
| -------------------------------------------- | ------------------------ | --------------------- | --------------------------------------------------- | ------------------------------ |
| Goá phụ đen                                  | 09 / 07 / 2021           | Cate Shortland        | Eric Pearson                                        | Kevin Feige                    |
| Shang-Chi và huyền thoại Thập Luân           | 03 / 09 / 2021           | Destin Daniel Cretton | Dave Callaham, Destin Daniel Cretton, Andrew Lanham | Kevin Feige, Jonathan Schwartz |
| Chủng tộc bất tử                             | 05 / 11 / 2021           | Chloé Zhao            | Chloé Zhao, Patrick Burleigh, Ryan Firpo, Kaz Firpo | Kevin Feige, Nate Moore        |
| WandaVision                                  | 15 / 01 - 05 / 03 / 2021 | Matt Shakman          | Jac Schaeffer                                       |                                |
| Người Nhện: Không còn nhà                    | 17 / 12 / 2021           | Jon Watts             | Chris McKenna, Erik Sommers                         | Kevin Feige, Amy Pascal        |
| Phù thủy tối thượng trong Đa Vũ trụ hỗn loạn | 06 / 05 / 2022           | Sam Raimi             | Jade Bartlett, Michael Waldron                      | Kevin Feige                    |
| Thor: Tình yêu và sấm sét                    | 08 / 07 / 2022           | Taika Waititi         | Taika Waititi, Jennifer Kaytin Robinson             | Kevin Feige, Brad Winderbaum   |
| Chiến binh báo đen: Wakanda bất diệt         | 11 / 11 / 2022           | Ryan Coogler          | Ryan Coogler, Joe Robert Cole                       | Kevin Feige                    |

#### Góa phụ đen(2021)
Sự kiện diễn ra ngay sau Captain America: Nội chiến siêu anh hùng, khi Natasha Romanoff bắt đầu đi tìm hiểu về thật sự của mình.
Phim kể về quá khứ đau buồn của hai chị em Natasha Romanoff và Yelena Belova (sau này do Scarlett Johansson và Florence Pugh đóng). Vì gia đình ly tán, cả hai sau đó tham gia khóa huấn luyện đặc biệt của Red Room và trở thành những chiến binh dũng mãnh với tên gọi chính thức là Black Widow. Là những sát thủ nguy hiểm bậc nhất trên thế giới, hai chị em Natasha và Yelena vẫy vùng trong vũng lầy ký ức và cố gắng thoát khỏi nó để làm lại cuộc đời. Vào lúc đó, tên lính đánh thuê Task Master (với năng lực sao chép chiêu thức của đối thủ) được thuê để giết những thành viên Avengers phe đối nghịch (bao gồm Steve Rogers, Natasha Romanoff, Wanda Maximoff và Bucky Barnes), và mục tiêu đầu tiên của hắn là Natasha Romanoff.

#### Shang-Chi Và huyền thoại Thập Luân(2021)
Hàng ngàn năm trước, Từ Văn Vũ (Mandarin) tìm thấy Thập Luân, mười vũ khí thần bí giúp người dùng bất tử và có sức mạnh to lớn. Văn Vũ tích lũy một đội quân chiến binh được gọi là Thập Luân Hội và chinh phục nhiều vương quốc và lật đổ các chính phủ trong suốt chiều dài lịch sử. Năm 1996, Văn Vũ bắt đầu tìm kiếm ngôi làng Đại La (大羅), nơi được cho là chứa nhiều linh thú, để mở rộng quyền lực của mình. Ông tìm thấy lối vào của ngôi làng, nhưng bị người giám hộ của làng, Ánh Lệ ngăn cản không cho vào. Hai người yêu nhau và có hai đứa con, đặt tên Shang-Chi (Thượng Khí) và Xialing (Hạ Linh). Văn Vũ từ bỏ Thập Luân Hội và tổ chức của mình để đến với gia đình. Tuy nhiên, Ánh Lệ đã bị sát hại bởi Gang Gang, đối thủ cũ của Thập Luân Hội, và Văn Vũ một lần nữa phục hồi Thập Luân Hội để tàn sát họ và tiếp tục các hoạt động tội phạm của mình. Shang-Chi bắt đầu tập luyện võ thuật và được Văn Vũ cử đi lúc 14 tuổi để ám sát thủ lĩnh của Gang Gang. Sau khi hoàn thành nhiệm vụ của mình, một Shang-Chi bị chấn thương cả về thể xác lẫn tâm lý trốn thoát đến San Francisco, nơi anh lấy tên là "Shaun".

#### Chủng tộc bất tử(2021)
Eternals, một chủng tộc bất tử hùng mạnh do các Celestials tạo ra, được gửi xuống Trái Đất để dẫn dắt và bảo vệ loài người khỏi các Deviants - một chủng loài xấu xa, hiếu chiến và tham vọng, kẻ thù số một của các Eternals (nhưng chúng cùng loài người cũng được tạo ra bởi chính các Celestials). Từ hàng nghìn năm về trước, chủng loài Deviants đã luôn nung nấu dã tâm muốn xâm chiếm Trái Đất nhưng đều bị các Eternals quyền năng ngăn chặn. Và lần này, các Eternals sẽ phải tập hợp lại để một lần nữa cứu Trái Đất thoát khỏi sự diệt vong.

#### WandaVision(2021)
Lấy bối cảnh ba tuần sau các sự kiện của Avengers: Hồi Kết (2019), Wanda Maximoff và Vision đang sống một cuộc sống ngoại ô bình dị ở thị trấn Westview, cố gắng che giấu sức mạnh của họ. Khi họ bắt đầu bước vào những thập kỷ mới và gặp phải những trò lố trên truyền hình, cặp đôi nghi ngờ rằng mọi thứ không như họ tưởng tượng.

#### Người Nhện: Không còn nhà(2021)
Sau khi Quentin Beck buộc tội Peter Parker về tội giết người và tiết lộ danh tính của anh ta cho cả thế giới, dì của là May, MJ và Ned Leeds bị thẩm vấn, nhưng mọi cáo buộc đều được bãi bỏ với sự giúp đỡ của luật sư Matt Murdock. Parker, MJ và Ned nộp đơn vào MIT, nhưng đơn đăng ký bị từ chối do mối quan hệ của MJ và Ned với Người Nhện. Parker đến thăm Sanctum Sanctorum để nhờ phù thủy tối thượng, Stephen Strange, giúp đỡ, và Strange gợi ý một cổ thuật có thể khiến mọi người quên Peter Parker là Người Nhện. Tuy nhiên, trong khi Strange sử dụng câu thần chú, Parker liên tục yêu cầu thay đổi, khiến nó trở nên bị lỗi và khiến cho những người biết đến thân phận thật của Người Nhện ở những vũ trụ khác bị kéo đến dòng thời gian chính của vũ trụ MCU.

#### Phù thủy tối thượng trong Đa Vũ Trụ hỗn loạn(2022)
Phù thủy tối thượng trong Đa Vũ Trụ hỗn loạn lấy bối cảnh vài tháng sau các sự kiện của Người Nhện: Không còn nhà. Elizabeth Olsen đóng vai Wanda Maximoff / Scarlet Witch, tiếp tục từ sự xuất hiện của cô trong loạt phim WandaVision (2021), với Julian Hilliard và Jett Klyne lần lượt thể hiện các phiên bản thay thế của hai con trai của Maximoff là Billy và Tommy. Bộ phim giới thiệu Illuminati, một nhóm anh hùng từ vũ trụ thay thế Earth-838, bao gồm Patrick Stewart trong vai Charles Xavier / Giáo sư X (sau khi đóng một phiên bản khác của nhân vật trong loạt phim X-Men của 20th Century Fox), Hayley Atwell trong vai Peggy Carter / Captain Carter (sau khi lồng tiếng cho một phiên bản tương tự trong loạt phim hoạt hình What If...?), Lashana Lynch trong vai Maria Rambeau / Captain Marvel (sau khi đóng phiên bản MCU chính của Rambeau trong Captain Marvel), Anson Mount trong vai Blackagar Boltagon / Black Bolt (sau khi đóng một phiên bản khác của Black Bolt trong loạt phim truyền hình ABC của Marvel Inhumans) và John Krasinski trong vai Reed Richards / Mister Fantastic, một thành viên của Bộ tứ siêu đẳng.

#### Thor: Tình yêu và sấm sét(2022)
Thor cố gắng tìm kiếm sự bình yên bên trong nhưng cuối cùng lại chiêu mộ được Valkyrie, Korg và Jane Foster — người đã trở thành Mighty Thor — để giúp ngăn chặn Kẻ sát thần Gorr loại bỏ tất cả các vị thần.
Thor: Tình yêu và sấm sét lấy bối cảnh sau các sự kiện của Avengers: Hồi kết, vào khoảng năm 2024, tám năm sau khi Thor và Foster chia tay. Nhóm Vệ binh dải Ngân hà sẽ góp mặt trong phim,  với Chris Pratt, Pom Klementieff, Dave Bautista, Karen Gillan, Vin Diesel và Bradley Cooper đảm nhận các vai tương ứng của họ là Peter Quill / Star-Lord, Mantis, Drax the Destroyer, Nebula, Groot, và Rocket, cùng với Sean Gunn trong vai Kraglin Obfonteri từ các bộ phim MCU trước đó.

#### Chiến binh báo đen: Wakanda bất diệt(2022)
Sau khi T'Challa qua đời do căn bệnh lạ, đất nước Wakanda đứng trước thách thức khi phải đối đầu với Talokan, một quốc gia dưới đại dương có thủ lĩnh là Namor - Thần Rắn có lông vũ. Cuộc tấn công của Talokan và sau cái chết của nữ hoàng Ramonda đã đưa Shuri tổng hợp lại thành công Tâm hình thảo và trở thành Chiến binh Báo đen, cùng với đội quân của mình trong việc giải cứu Riri Williams, cô và đội quân đánh bại Namor và hình thành liên minh hòa bình với Talokan.
Chiến binh Báo Đen: Wakanda bất diệt lấy bối cảnh sau các sự kiện của Avengers: Hồi kết và sau sự ra đi của vua T'Challa. Shuri hay Chiến binh Báo đen tiếp theo vẫn được đóng bởi Letitia Wright, trực tiếp đối đầu với Namor đóng bởi Tenoch Huerta Mejía.

### Giai đoạn 5
| Giai đoạn 5                                     | Giai đoạn 5    | Giai đoạn 5   | Giai đoạn 5                                                        | Giai đoạn 5                | Giai đoạn 5   |
| Phim                                            | Khởi chiếu     | Đạo diễn      | Biên kịch                                                          | Sản xuất                   | Trạng thái    |
| ----------------------------------------------- | -------------- | ------------- | ------------------------------------------------------------------ | -------------------------- | ------------- |
| Người Kiến và Chiến binh Ong: Thế giới Lượng tử | 17 / 02 / 2023 | Nia DaCosta   | Megan McDonnell                                                    | Kevin Feige                | Đã phát hành  |
| Vệ binh dải Ngân Hà 3                           | 05 / 05 / 2023 | James Gunn    | James Gunn                                                         | Kevin Feige                | Đã phát hành  |
| Biệt đội Marvels                                | 10 / 11 / 2023 | Peyton Reed   | Jeff Loveness                                                      | Kevin Feige                |               |
| Captain America: Thế giới mới                   | 03 / 05 / 2024 | Julius Onah   | Malcolm Spellman, Dalan Musson                                     | Kevin Feige                | Đang sản xuất |
| Thunderbolts                                    | 26 / 07 / 2024 | Jake Schreier | Eric Pearson                                                       | Kevin Feige                | Đang sản xuất |
| Blade                                           | 06 / 09 / 2024 | TBA           | Beau DeMayo, Stacy Osei-Kuffour                                    | Kevin Feige, Eric Carroll  | Đang sản xuất |
| Deadpool 3                                      | 08 / 11 / 2024 | Shawn Levy    | Rhett Reese, Paul Wernick, Wendy Molyneux, Lizzie Molyneux-Logelin | Kevin Feige, Ryan Reynolds | Đang sản xuất |

#### Người Kiến và Chiến binh Ong: Thế giới Lượng tử(2023)
Scott Lang (Ant-man) đã trở thành một tác giả thành công và sống hạnh phúc với bạn gái Hope van Dyne (The Wasp) sau các sự kiện trong Endgame. Con gái của Lang, Cassie, đã trở thành một nhà hoạt động xã hội khiến cô bị bắt và Lang phải bảo lãnh cho cô. Khi đến thăm cha mẹ của Hope, Hank Pym và Janet van Dyne, Cassie tiết lộ rằng cô ấy đang làm việc trên một thiết bị có thể liên lạc với Thế giới Lượng tử. Khi biết được điều này, Janet hoảng sợ và cố gắng tắt thiết bị, nhưng tin nhắn đã được nhận, dẫn đến một cánh cổng mở ra và kéo năm người họ vào Thế giới Lượng tử. Cha con Lang được tìm thấy bởi những người bản xứ đang nổi dậy chống lại kẻ thống trị của họ, trong khi Hope, Janet và Hank phải đi qua một thành phố rộng lớn để tìm câu trả lời.

#### Vệ binh dải Ngân Hà 3(2023)
Sau khi mua Knowhere từ The Collector, đội Vệ binh biến nó thành nơi trú ẩn cho những người tị nạn trong vũ trụ hậu Cú búng tay của Thanos. Tuy nhiên, biến cố xảy ra khi Adam Warlock tấn công Rocket, khiến Peter Quill, lúc này vẫn đang quay cuồng vì mất Gamora, phải tập hợp cả đội để cứu lấy người bạn thân của mình và bảo vệ vũ trụ khỏi nhà khoa học điên High Evolutionary - người đã thí nghiệm lên Rocket và những sinh vật khác.
Cuối cùng, nhóm Vệ binh, ở thời điểm hiện tại, quyết định giải tán sau khi quay trở lại Knowhere. Quill trao danh hiệu đội trưởng của đội Vệ binh cho Rocket trước khi đến Trái đất và đoàn tụ với ông ngoại của mình. Mantis bắt đầu hành trình khám phá bản thân với Abilisk, trong khi Gamora đoàn tụ với Ravager. Còn Nebula và Drax ở lại Knowhere để nuôi nấng những đứa trẻ được giải cứu. Nhóm Vệ binh mới - Rocket, Groot, Cosmo, Kraglin, Warlock, Phyla và một sinh vật Blurp.

### Giai đoạn 6
| Giai đoạn 6                     | Giai đoạn 6     | Giai đoạn 6           | Giai đoạn 6               | Giai đoạn 6 | Giai đoạn 6     |
| Phim                            | Ngày khởi chiếu | Đạo diễn              | Biên kịch                 | Sản xuất    | Trạng thái      |
| ------------------------------- | --------------- | --------------------- | ------------------------- | ----------- | --------------- |
| The Fantastic Four: First Steps | 14 / 02 / 2025  | Matt Shakman          | Jeff Kaplan, Ian Springer | Kevin Feige | Đang phát triển |
| Avengers: The Kang Dynasty      | 02 / 05 / 2025  | Destin Daniel Cretton | Jeff Loveness             | Kevin Feige | Đang phát triển |
| Avengers: Secret Wars           | 01 / 05 / 2026  | TBA                   | Michael Waldron           | Kevin Feige | Đang phát triển |

### Tương lai
| Phim             | Ngày khởi chiếu | Đạo diễn              | Biên kịch             | Sản xuất                | Trạng thái      |
| ---------------- | --------------- | --------------------- | --------------------- | ----------------------- | --------------- |
| Armor Wars       | TBA             | TBA                   | Yassir Lester         | Kevin Feige, Nate Moore | Đang phát triển |
| Shang-Chi 2      | TBA             | Destin Daniel Cretton | Destin Daniel Cretton | Kevin Feige             | Đang phát triển |
| Eternals 2       | TBA             | TBA                   | TBA                   | Kevin Feige             | Đang phát triển |
| Doctor Strange 3 | TBA             | TBA                   | TBA                   | Kevin Feige             | Đang phát triển |

#### Khác
Marvel Studios hiện đang làm việc với dự án chưa xác định với Scarlett Johansson, sẽ làm nhà sản xuất.

## Đón nhận

### Doanh thu
| Phim                                            | Ngày khởi chiếu tại Mỹ | Doanh thu       | Doanh thu       | Doanh thu       | Xếp hạng doanh thu cao nhất mọi thời đại | Xếp hạng doanh thu cao nhất mọi thời đại | Kinh phí        | TK            |
| Phim                                            | Ngày khởi chiếu tại Mỹ | Mỹ và Canada    | Khu vực khác    | Toàn cầu        | Mỹ và Canada                             | Toàn cầu                                 | Kinh phí        | TK            |
| Giai đoạn 1                                     | Giai đoạn 1            | Giai đoạn 1     | Giai đoạn 1     | Giai đoạn 1     | Giai đoạn 1                              | Giai đoạn 1                              | Giai đoạn 1     | Giai đoạn 1   |
| ----------------------------------------------- | ---------------------- | --------------- | --------------- | --------------- | ---------------------------------------- | ---------------------------------------- | --------------- | ------------- |
| Người Sắt                                       | 2 tháng 5 năm 2008     | $318,412,101    | $266,762,121    | $585,174,222    | 70                                       | 163                                      | $140 triệu      | [ 62 ]        |
| Người khổng lồ xanh phi thường                  | 13 tháng 6 năm 2008    | $134,806,913    | $128,620,638    | $263,427,551    | 443                                      | 553                                      | $150 triệu      | [ 63 ]        |
| Người Sắt 2                                     | 7 tháng 5 năm 2010     | $312,433,331    | $311,500,000    | $623,933,331    | 75                                       | 144                                      | $200 triệu      | [ 64 ]        |
| Thor                                            | 6 tháng 5 năm 2011     | $181,030,624    | $268,295,994    | $449,326,618    | 251                                      | 246                                      | $150 triệu      | [ 65 ]        |
| Captain America: Kẻ báo thù đầu tiên            | 22 tháng 7 năm 2011    | $176,654,505    | $193,915,269    | $370,569,774    | 267                                      | 331                                      | $140 triệu      | [ 66 ]        |
| Biệt đội siêu anh hùng                          | 4 tháng 5 năm 2012     | $623,357,910    | $895,455,078    | $1,518,812,988  | 8                                        | 7                                        | $220 triệu      | [ 67 ]        |
| Giai đoạn 2                                     |                        |                 |                 |                 |                                          |                                          |                 |               |
| Người Sắt 3                                     | 3 tháng 5 năm 2013     | $409,013,994    | $805,797,258    | $1,214,811,252  | 28                                       | 18                                       | $178.4 triệu    | [ 68 ] [ 69 ] |
| Thor 2: Thế giới Bóng tối                       | 8 tháng 11 năm 2013    | $206,362,140    | $438,209,262    | $644,571,402    | 198                                      | 135                                      | $152.7 triệu    | [ 69 ] [ 70 ] |
| Captain America 2: Chiến binh mùa đông          | 4 tháng 4 năm 2014     | $259,766,572    | $454,497,695    | $714,264,267    | 115                                      | 110                                      | $177 triệu      | [ 71 ] [ 72 ] |
| Vệ binh dải Ngân Hà                             | 1 tháng 8 năm 2014     | $333,176,600    | $439,631,547    | $773,350,147    | 62                                       | 94                                       | $195.9 triệu    | [ 73 ] [ 74 ] |
| Avengers: Đế chế Ultron                         | 1 tháng 5 năm 2015     | $459,005,868    | $946,397,826    | $1,405,403,694  | 17                                       | 9                                        | $365.5 triệu    | [ 75 ] [ 76 ] |
| Người Kiến                                      | 17 tháng 7 năm 2015    | $180,202,163    | $339,109,802    | $519,311,965    | 253                                      | 202                                      | $109.3 triệu    | [ 76 ] [ 77 ] |
| Giai đoạn 3                                     |                        |                 |                 |                 |                                          |                                          |                 |               |
| Captain America: Nội chiến siêu anh hùng        | 6 tháng 5 năm 2016     | $408,084,349    | $745,220,146    | $1,153,304,495  | 29                                       | 20                                       | $230 triệu      | [ 78 ] [ 79 ] |
| Doctor Strange: Phù thủy tối thượng             | 4 tháng 11 năm 2016    | $232,641,920    | $445,076,475    | $677,718,395    | 150                                      | 123                                      | $165 triệu      | [ 80 ] [ 81 ] |
| Vệ binh dải Ngân Hà 2                           | 5 tháng 5 năm 2017     | $389,813,101    | $473,942,950    | $863,756,051    | 36                                       | 70                                       | $200 triệu      | [ 82 ]        |
| Người Nhện Trở về nhà                           | 7 tháng 7 năm 2017     | $334,201,140    | $545,965,784    | $880,166,924    | 60                                       | 61                                       | $175 triệu      | [ 83 ]        |
| Thor: Tận thế Ragnarok                          | 3 tháng 11 năm 2017    | $315,058,289    | $538,918,837    | $853,977,126    | 74                                       | 73                                       | $180 triệu      | [ 84 ]        |
| Black Panther: Chiến binh Báo Đen               | 16 tháng 2 năm 2018    | $700,059,566    | $646,853,595    | $1,346,913,161  | 4                                        | 10                                       | $200 triệu      | [ 85 ] [ 86 ] |
| Avengers: Cuộc chiến vô cực                     | 27 tháng 4 năm 2018    | $678,815,482    | $1,369,544,272  | $2,048,359,754  | 5                                        | 5                                        | $325–400 triệu  | [ 87 ] [ 88 ] |
| Người Kiến và Chiến binh Ong                    | 6 tháng 7 năm 2018     | $216,648,740    | $406,025,399    | $622,674,139    | 176                                      | 145                                      | $162 triệu      | [ 89 ] [ 90 ] |
| Đại úy Marvel                                   | 8 tháng 3 năm 2019     | $426,829,839    | $701,444,955    | $1,128,274,794  | 21                                       | 22                                       | $150–175 triệu  | [ 91 ] [ 92 ] |
| Avengers: Hồi kết                               | 26 tháng 4 năm 2019    | $858,373,000    | $1,941,066,100  | $2,799,439,100  | 2                                        | 2                                        | $356–400 triệu  | [ 93 ]        |
| Người Nhện xa nhà                               | 2 tháng 7 năm 2019     | $390,532,085    | $741,395,911    | $1,131,927,996  | 44                                       | 221                                      | $160 triệu      | [ 94 ]        |
| Giai đoạn 4                                     |                        |                 |                 |                 |                                          |                                          |                 |               |
| Góa phụ đen                                     | 9 tháng 7 năm 2021     | $183,651,655    | $195,979,696    | $379,751,655    | 256                                      | 353                                      | $200 triệu      |               |
| Shang-Chi và huyền thoại Thập Luân              | 3 tháng 9 năm 2021     | $224,543,292    | $207,700,000    | $432,243,292    | 169                                      | 287                                      | $150 triệu      |               |
| Chủng tộc bất tử                                | 5 tháng 11 năm 2021    | $164,870,234    | $237,194,665    | $402,064,899    | 328                                      | 324                                      | $200 triệu      |               |
| Người Nhện: Không còn nhà                       | 17 tháng 12 năm 2021   | $814,115,070    | $1,107,732,041  | $1,921,847,111  | 3                                        | 7                                        | $200 triệu      |               |
| Phù thủy tối thượng trong Đa Vũ trụ hỗn loạn    | 6 tháng 5 năm 2022     | $411,331,607    | $544,444,197    | $955,775,804    | 34                                       | 59                                       | $200 triệu      |               |
| Thor: Tình yêu và sấm sét                       | 8 tháng 7 năm 2022     | $343,256,830    | $417,483,529    | $760,740,359    | 66                                       | 110                                      | $250 triệu      |               |
| Chiến binh Báo Đen: Wakanda bất diệt            | 11 tháng 11 năm 2022   | $453,829,060    | $405,239,095    | $859,068,155    | 24                                       | 84                                       | $250 triệu      |               |
| Giai đoạn 5                                     |                        |                 |                 |                 |                                          |                                          |                 |               |
| Người Kiến và Chiến binh Ong: Thế giới Lượng tử | 17 tháng 2 năm 2023    | $214,488,181    | $261,566,271    | $476,054,452    | 202                                      | 252                                      | $200 triệu      |               |
| Vệ binh dải Ngân Hà 3                           | 5 tháng 5 năm 2023     | $358,995,815    | $486,559,962    | $845,555,777    | 63                                       | 91                                       | $250 triệu      |               |
| The Marvels                                     | 11 tháng 11 năm 2023   | $84,500,223     | $121,636,602    | $206,136,825    | 984                                      | 878                                      | $270 triệu      |               |
| Deadpool và Wolverine                           | 26 tháng 7 năm 2024    | $494,331,382    | $535,200,000    | $1,029,531,382  | 22                                       | 48                                       | 200 triệu       |               |
| Tổng                                            | Tổng                   | $12.204.098.916 | $18.482.907.609 | $30.801.243.186 | 1                                        | 1                                        | $6.450–6,908 tỉ | [ 95 ] [ 96 ] |

### Nhận xét
| Phim                                            | Chuyên môn         | Chuyên môn       | Công cộng   |
| Phim                                            | Rotten Tomatoes    | Metacritic       | CinemaScore |
| Giai đoạn 1                                     | Giai đoạn 1        | Giai đoạn 1      | Giai đoạn 1 |
| ----------------------------------------------- | ------------------ | ---------------- | ----------- |
| Người Sắt                                       | 93% (276 nhận xét) | 79 (38 nhận xét) | A           |
| Người khổng lồ xanh phi thường                  | 67% (230 nhận xét) | 61 (38 nhận xét) | A−          |
| Người Sắt 2                                     | 73% (293 nhận xét) | 57 (40 nhận xét) | A           |
| Thor                                            | 77% (283 nhận xét) | 57 (40 nhận xét) | B+          |
| Captain America: Kẻ báo thù đầu tiên            | 80% (265 nhận xét) | 66 (43 nhận xét) | A−          |
| Biệt đội siêu anh hùng                          | 92% (346 nhận xét) | 69 (43 nhận xét) | A+          |
| Giai đoạn 2                                     |                    |                  |             |
| Người Sắt 3                                     | 79% (314 nhận xét) | 62 (44 nhận xét) | A           |
| Thor 2: Thế giới Bóng tối                       | 66% (268 nhận xét) | 54 (44 nhận xét) | A−          |
| Captain America 2: Chiến binh mùa đông          | 90% (291 nhận xét) | 70 (48 nhận xét) | A           |
| Vệ binh dải Ngân Hà                             | 91% (315 nhận xét) | 76 (53 nhận xét) | A           |
| Avengers: Đế chế Ultron                         | 75% (353 nhận xét) | 66 (49 nhận xét) | A           |
| Người Kiến                                      | 83% (311 nhận xét) | 64 (44 nhận xét) | A           |
| Giai đoạn 3                                     |                    |                  |             |
| Captain America: Nội chiến siêu anh hùng        | 91% (394 nhận xét) | 75 (53 nhận xét) | A           |
| Doctor Strange: Phù thủy tối thượng             | 89% (351 nhận xét) | 72 (49 nhận xét) | A           |
| Vệ binh dải Ngân Hà 2                           | 84% (385 nhận xét) | 67 (48 nhận xét) | A           |
| Người Nhện Trở về nhà                           | 92% (369 nhận xét) | 73 (51 nhận xét) | A           |
| Thor: Tận thế Ragnarok                          | 93% (391 nhận xét) | 74 (51 nhận xét) | A           |
| Black Panther: Chiến binh Báo Đen               | 96% (475 nhận xét) | 88 (55 nhận xét) | A+          |
| Avengers: Cuộc chiến vô cực                     | 85% (440 nhận xét) | 68 (53 nhận xét) | A           |
| Người Kiến và Chiến binh Ong                    | 88% (397 nhận xét) | 70 (56 nhận xét) | A−          |
| Đại úy Marvel                                   | 78% (479 nhận xét) | 64 (56 nhận xét) | A           |
| Avengers: Hồi kết                               | 94% (479 nhận xét) | 78 (57 nhận xét) | A+          |
| Người Nhện xa nhà                               | 90% (397 nhận xét) | 69 (55 nhận xét) | A           |
| Giai đoạn 4                                     |                    |                  |             |
| Góa phụ đen                                     | 79% (451 nhận xét) | 67 (57 nhận xét) | A−          |
| Shang-Chi và huyền thoại Thập Luân              | 91% (337 nhận xét) | 71 (52 nhận xét) | A           |
| Chủng tộc bất tử                                | 47% (402 nhận xét) | 52 (62 nhận xét) | B           |
| Người Nhện: Không còn nhà                       | 93% (420 nhận xét) | 71 (60 nhận xét) | A+          |
| Phù thủy tối thượng trong Đa Vũ trụ hỗn loạn    | 74% (446 nhận xét) | 60 (65 nhận xét) | B+          |
| Thor: Tình yêu và sấm sét                       | 64% (428 nhận xét) | 57 (64 nhận xét) | B+          |
| Chiến binh Báo Đen: Wakanda bất diệt            | 84% (304 nhận xét) | 67 (62 nhận xét) | A           |
| Giai đoạn 5                                     |                    |                  |             |
| Người Kiến và Chiến binh Ong: Thế giới Lượng tử | 47% (303 nhận xét) | 48 (61 nhận xét) | B           |
| Vệ binh dải Ngân Hà 3                           | 82% (340 nhận xét) | 65 (60 nhận xét) | A           |
| Biệt đội Marvel                                 | 62% (307 nhận xét) | 50 (56 nhận xét) | B           |